# Franciszek Smuda
Franciszek Smuda (Lubomia, 22 juni 1948 – Krakau, 18 augustus 2024) was een Pools voetbaltrainer met een Duits paspoort. Als speler heeft hij jarenlang gespeeld voor onder andere Poolse, Amerikaanse en Duitse clubs. In 1983 werd hij trainer en is dat geweest van onder andere Widzew Łódź, Wisła Kraków, Legia Warschau, Lech Poznań. Hij won driemaal de Puchar Polski. Van 2009 tot 2012 was hij trainer van het Pools voetbalelftal.

## Spelerscarrière
Als speler speelde hij vaak als verdediger. Hij begon bij Unia Racibórz, waarna hij voor Odra Wodzisław speelde.
Hij maakte zijn debuut bij Stal Mielec in het seizoen 1970-71. Daarnaast speelde hij bij Piast Gliwice en daarna een korte periode bij Vistula Garfield. In 1975 ging Smuda weer terug naar Polen om voor Legia Warschau te gaan spelen. Zijn carrière als speler eindigde in Duitsland.

## Trainer
Zijn carrière als trainer begon in 1983 bij de Turkse club Altay Izmir. Na vier seizoenen ging hij terug naar Polen om te zorgen dat Stal Mielec niet zou degraderen. Hij wist dit een aantal seizoenen vast te houden. Smuda was daarnaast meerdere malen trainer van Widzew Łódź. Na het seizoen 1997-1998 – hij was intussen redelijk populair – werd hij aangesteld als trainer van Wisła Kraków.
In 1999 werd hij de trainer van Legia Warschau. Onder zijn leiding heeft deze club geen enkele prijs gewonnen en heeft zich evenmin kunnen kwalificeren voor enig Europees toernooi. 
Nadat Zagłębie Lubin in 2001 een wedstrijd tegen Warschau met 4-0 wist te winnen kreeg Smuda ontslag. In de jaren erna was hij nog trainer van verschillende andere clubs om pas op 29 november 2009, nadat zijn naam al meerdere malen was genoemd, trainer te worden van het Pools voetbalelftal.
Na de uitschakeling van Polen op het Europees kampioenschap voetbal 2012 besloot Smuda op te stappen als bondscoach.
Op 2 januari 2013 werd bekendgemaakt dat Smuda aan de slag ging als trainer van de Duitse tweedeklasser Jahn Regensburg. In de zomer keerde hij terug als hoofdcoach van Wisła Kraków.
Smuda overleed op 18 augustus 2024 op 76-jarige leeftijd.